# РД-868
РД-868 — рідинний ракетний двигун, призначений для використання у складі останнього ступеня ракети-носія. Складається з рідинного ракетного двигуна великої тяги, автономного централізованого джерела живлення і системи малої тяги, що має кілька рідинних реактивних двигунів малої тяги (РРД МТ).

## Призначення
- Двигун забезпечує багаторазовий запуск і регулювання тяги;
- Двигун багатофункціональний;
- Забезпечує живлення системи РРД МТ з основних баків ступеня.

## Характеристики двигуна
Управління апогейним ступенем у польоті по тангажу і рисканні при роботі РРД ВТ здійснюється відхиленням камери, управління по крену — РРД МТ.
Гідравлічні приводи, робочим тілом яких використовується пальне, що відбирається після насоса РРД ВТ, качають камеру в карданній підвісі.
Система малої тяги управляє по всіх каналах стабілізації при вимкненому РРД ВТ та створює перевантаження перед запуском двигуна великої тяги.
Двигун великої тяги — однокамерний, багаторазового включення з насосної подачею палива, без допалювання.
Робоче тіло турбіни ТНА — відновлюючий газ, що виробляється в газогенераторі.
Ротор турбонасосного агрегату при запуску розкручує газ, що виробляється пусковим газогенератори.
Електропневмоклапани управляють агрегатами автоматики.
Двигун має системи регулювання тяги і підтримки співвідношення компонентів палива.
Централізоване джерело живлення (ЦДЖ) забезпечує багаторазовий запуск двигуна великої тяги та живлення системи малої тяги з основних паливних баків.
Централізоване джерело живлення виконане за турбонасосно-витискувальною схемою.

## Застосування
У лютому 2004 КБ Південне підписало контракт з італійською компанією Avio на поставку 6 розгінних блоків РД-868Р для європейського ракетоносія Vega. КБ Південне протягом чотирьох років працювало над створенням унікального розгінного блоку — рідинного ракетного двигуна четвертого ступеня РД-868Р з тягою 250 кг.
У рамках контракту з компанією Avio (Італія) «КБ Південне» розробляє маршовий двигун VG 143, що входить до складу рідинної рушійної установки розгінного блоку ракети-носія. Він призначений для створення тяги, управління вектором тяги, здійснення маневрування розгінного блоку, відведення розгінного блоку з орбіти.

## Випробування
27 липня 2006 року відбулось перше настроювальне випробування.
18 липня 2006 в КБ Південне розпочато кваліфікаційні вогняні випробування блоку маршового двигуна VG 143
13 квітня 2010 року розпочалася передача серійних двигунів замовнику.
7 жовтня 2011 року стало відомо, що Україна підписала контракт на поставку 5 серійних рушійних установок для європейської ракети-носія «Vega». Є контракт на п'ять двигунів і опціон ще на дві одиниці.